# Ticket to Ride (trò chơi)
Ticket to Ride là một trò chơi trên bàn kiểu Đức có mô phỏng đường sắt do Alan R. Moon thiết kế, Julien Delval và Cyrille Daujean minh họa. Trò chơi được Days of Wonder xuất bản năm 2004. Trò chơi này cũng có các tên khác Zug um Zug (German), Les Aventuriers du Rail (Pháp), Aventureros al Tren (Tây Ban Nha), Wsiąść do pociągu (Ba Lan) và Menolippu (Phần Lan).
Trò chơi này đã thắng giải 2004 Spiel des Jahres, giải Origins Award for Trò chơi trên bàn hay nhất của năm 2004, giải 2005 Diana Jones award, giải 2005 As d'Or Jeu de l'année, và giành vị trí thứ nhì về Trò chơi gia đình hay nhất của  Schweizer Spielepreis. Ticket to Ride: Europe giành giải 2005 International Gamers Award. Đến tháng 8 năm 2008, hơn 750,000 bản trò chơi này đã được bán theo số liệu của nhà xuất bản trò này. Đến tháng 10 năm 2014, con số này đã là hơn 3 triệu bản, với doanh thu bán lẻ hơn 150 triệu đô la Mỹ.

## Cách chơi
| Card color | Car depicted     |
| ---------- | ---------------- |
| Black      | Hopper car       |
| White      | Reefer           |
| Red        | Coal car         |
| Green      | Caboose          |
| Blue       | Passenger car    |
| Yellow     | Boxcar           |
| Purple     | Freight car      |
| Orange     | Tanker           |
| Gold       | Steam locomotive |

Đầu mỗi ván đấu, mỗi người chơi được chia 4 thẻ toa xe lửa. Họ cũng sẽ được chia 3 thẻ "điểm đến", mỗi thẻ gồm có một cặp thành phố trên bản đồ. Các thành phố trên trở thành mục đích của trò chơi: người chơi cần bí mật nối hai điểm này với nhau. Ít nhất mỗi người chơi cần phải giữ hai thẻ đích đến và bỏ đi các đích đến không cần thiết vào cuối dãy, nếu có. Một khi đã giữ lại, các thẻ đích đến phải giữ tới cuối ván. Mỗi người chơi cũng chọn một nhóm 45 xe lửa đồng màu.
Mỗi lượt chơi, người chơi có một trong 3 lựa chọn. Họ có thể (1) lấy hai railway car cards với các màu khác nhau (hoặc một Locomotive card nhiều màu) từ kho bài chưa bốc, hoặc (2) lấy 3 thẻ và giữ ít nhất 1 thẻ đích đến (thay thế những thẻ đích đến không hợp), hoặc (3) đặt các thẻ railway car thu thập được trên tay xuống để lấy toàn bộ đường ray xe lửa trên bàn chơi, vốn là một bản đồ Hoa Kỳ và nam Canada, đặt toàn bộ số toa tầu từ kho xuống đường ray đã chọn và ghi điểm. Đoạn nối sẽ có độ dài khác nhau và có màu khác nhau, mỗi đoạn nối được đánh dấu trên bản đồ chỉ có thể được một người chơi duy nhất ghi điểm. Một số thành phố được nối với nhau bằng hai đường riêng biệt có thể tính điểm 2 lần nếu có bốn người chơi (3 người chơi trở xuống thì mỗi kết nối chỉ được tính điểm 1 lần duy nhất.) Kết nối giữa hai thành phố cạnh nhau sẽ không được tính. Các kết nối dài sẽ được tính điểm cao hơn kết nối ngắn, tức là kết nối 4 đoạn sẽ được tính điểm cao hơn 2 kết nối 2 đoạn.
Khi đến lượt mình, người chơi có thể đánh dấu bất kỳ kết nối nào chưa bị ai đánh dấu, không phân biệt đoạn đường sắt đó có giúp người chơi hoàn thành mục đích của mình hay không. Các kết nối này tự ghi điểm như đã nói ở trên, nhưng các kết nối không liên quan đến đích đến của người chơi thì không giúp gì cho người chơi hoàn thành các thẻ đích đến của họ.
Trò chơi kết thúc khi một người chơi đã dùng hết hoặc gần dùng hết các toa tàu của mình. Khi việc này xảy ra, mọi người chơi sẽ chơi thêm một lượt, sau đó họ sẽ lật ra những thẻ đích đến của họ đã giấu từ trước. Các đích đến được kết nối sẽ được thưởng điểm, còn các đích đến không kết nối được sẽ bị trừ điểm.Người chơi có kết nối dài nhất (không tính nhánh) sẽ được thưởng thêm 10 điểm.

## Các biến thể
Kể từ khi trò chơi được phát hành năm 2004, Days of Wonder đã phát hành thêm ba bản biến thể: một trò chơi bài, và hàng loạt các phiên bản trò chơi điện tử khác.

### Trò chơi trên bàn

#### Tại châu Âu

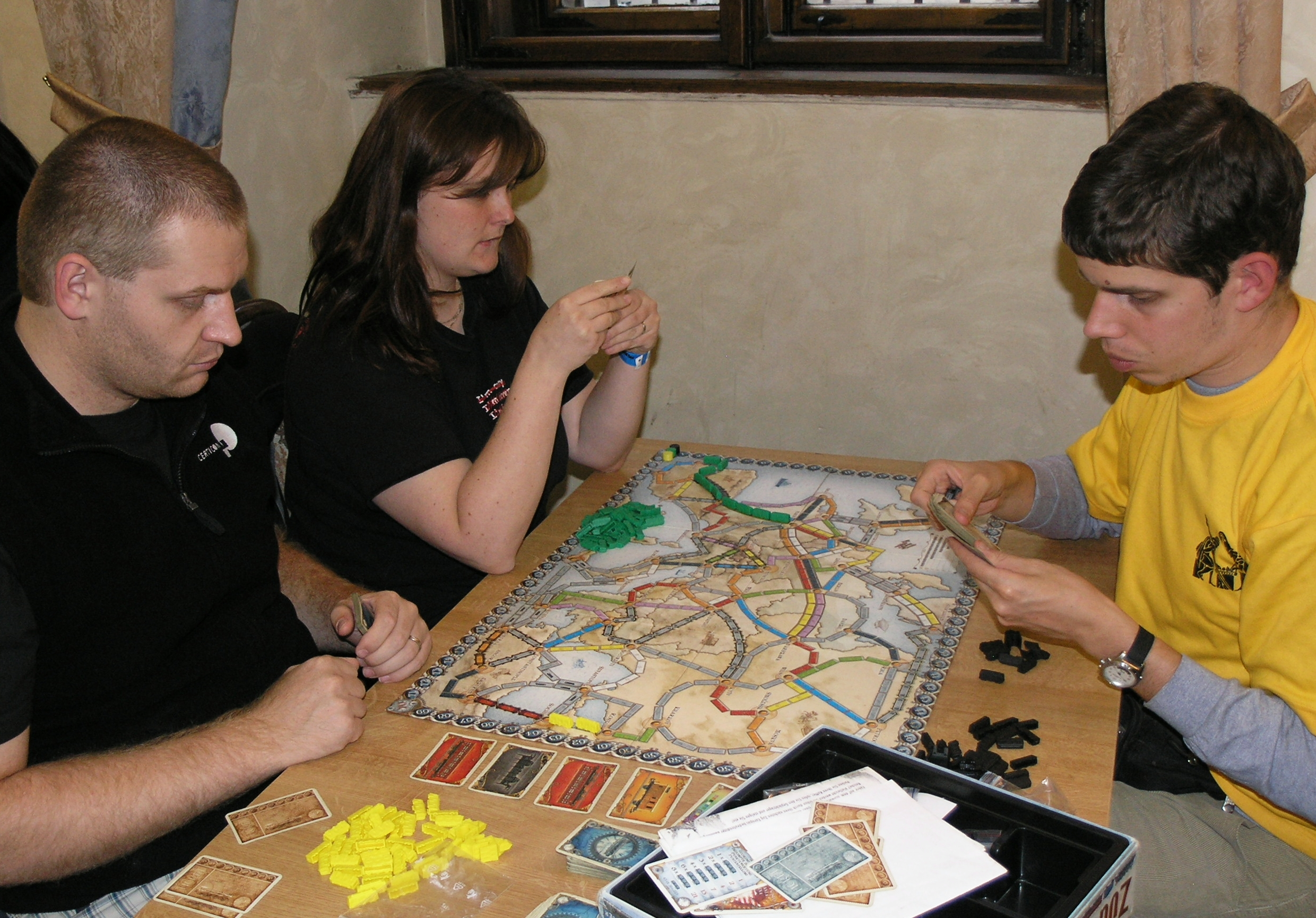
Một ván đấu Ticket to Ride: Europe chụp lúc bắt đầu.

Phát hành năm 2005, Ticket to Ride: Europe dựa vào bản đồ châu Ấu đầu thế kỷ 20. Trò chơi cho phép hai dạng kết nối: "Ferry" yêu cầu phải dùng thẻ "Locomotive" khi đánh dấu, và "Tunnel", điều này đã tăng tính rủi ro và ngẫu nhiên cho trò chơi.
Phiên bản này có 6 thẻ đích đến được thiết kế sẵn, do vậy việc chia các thẻ đích đến được làm khác đi so với bản chuẩn. Mỗi người chơi được chia 4 thẻ đích đến, một trong số chúng là một thẻ đích đến dài hơn, và người chơi sẽ phải giữ lại ít nhất là hai thẻ.
Mỗi người chơi cũng được chia 3 thẻ "Ga tàu", cho phép người chơi hy sinh điểm để dùng một đoạn đường đã được người chơi khác đánh dấu. Điều này cho phép mỗi người chơi có thêm một lựa chọn khi đến lượt mình. Họ có thể chọn bỏ đi một cặp trung nhau thẻ train car và đưa một thẻ Ga tàu lên trên bất kỳ thành phố nào còn trống. Với ga tàu đầu tiên của mình, người chơi bắt buộc phải bỏ đi 1 thẻ, với ga tàu thứ hai họ phải bỏ đi một cặp hai thẻ giống nhau, và với ga tàu cuối cùng họ buộc phải bỏ đi một bộ 3 thẻ diống nhau. Bất kỳ ga tàu nào không dùng đến sẽ có giá trị 4 điểm khi trò chơi kết thúc.

#### Märklin
Days of Wonder xuất bản Ticket to Ride: Märklin vào năm 2006, dựa trên ban đồ của  nước Đức. Märklin là một công ty trò chơi của Đức, được biết đến với các sản phẩm mô phỏng đường sắt và trò chơi kỹ thuật. Trong khi các thẻ bài xe lửa giữ nguyên, các thẻ bài trong Ticket to Ride: Märklin minh họa một hình ản khác nhau của các chứng khoán Märklin.
Trò chơi này thêm các hành khách và hàng hóa vào cơ chế tính điểm. Điều này cho phép người chơi có thể đặt tối đa 3 hành khách (trong một ván) tại các thành phố khi tạo các kết nối tại đó. Tại bất kỳ thời điểm nào sau đó, người chơi có thể chọn việc di chuyển hành khách của mình, khiến hành khách di chuyển qua một loạt các điểm kết nối, thu thập một loạt các hàng hóa đặt tại các thành phố mà hành khách đi qua. Khi di chuyển kết thúc hành khách sẽ bị nhấc ra khỏi bàn. Vì các vị trí ghi điểm bị bỏ đi khi hành khách đi qua, làm việc này sớm thì sẽ nhận được nhiều điểm hơn, tuy vậy nếu làm việc này muộn thì hành khách có thể đi được một quãng đường dài hơn.
Phiên bản này của trò chơi cũng sử dụng hai loại khác nhau của thẻ đa màu "Locomotive". Ngoài các loại tiêu chuẩn, có "+4" loại Locomotive. Các thẻ này chỉ có thể được sử dụng như các thẻ bất kỳ trên các tuyến đường ít nhất có chiều dài bốn. Ưu điểm của việc này là những thẻ Locomotive có thể được tự do lựa chọn từ các thẻ có sẵn mà không cần đếm như là một cặp thẻ.

#### Các nước Bắc Âu
Vào cuối tháng 10 năm 2007, Days of Wonder Ticket to Ride tại các nước Bắc Âu of Đan Mạch, Thụy Điển, Phần Lan và Na Uy. Trong khi trò được dự định ban đầu chỉ được bán ở các nước này, phiên bản này cũng đã có bán bằng tiếng Anh, tiếng Pháp và tiếng Đức.
Bản đồ của trò chơi này là các nước Bắc Âu, bao gồm cả một phần của Nga và Estonia. Nó bao gồm các tuyến đường phà và đường hầm, giống như Ticket to Ride: Europe. Người chơi chỉ nhận được một bộ 40 miếng tàu màu cho phiên bản này và chỉ có số người chơi là 2 hoặc 3.

### Trò chơi thẻ bài

#### Ticket to Ride: The Card Game
Trò chơi thẻ bài này được phát hành vào mùa hè năm 2008 và bao gồm hình ảnh và chủ đề với phong cách tương tự, có cơ chế chung với các trò chơi phát hành trước đó. Ticket to Ride: The Card Game được chơi trong 30-45 phút với 2-4 người chơi. Người chơi bắt đầu chơi với 1 thẻ đầu máy và 7 thẻ tàu ngẫu nhiên. Người chơi cũng được chia 6 vé đích đến mà họ phải giữ ít nhất 1. Vé đích có 1-5 chấm màu mà phù hợp với màu sắc của các loại thẻ tàu. Để hoàn thành một vé đích đến, người chơi phải di chuyển thẻ trên tay đến sân đường sắt của họ (khu vực trực tiếp ở phía trước mặt người chơi), và cuối cùng đặt vào trong khu vực lưu trữ (khu vực tính điểm) của họ. Trong khi chơi, người chơi có thể "cướp tàu" người chơi khác, bằng cách chơi nhiều thẻ hơn với một màu cụ thể, so với đối thủ của họ có trong sân đường sắt. Khi đống thẻ tàu hòa đang cạn kiệt, các cầu thủ sử dụng thẻ xe lửa của họ ngăn xếp để hoàn thành vé đích đến, bằng cách kết hợp các thẻ tàu màu với các chấm màu trên vé đích. Vé điền đầy đủ được thêm vào điểm số của người chơi, trong khi các vé dở dang bị khấu trừ. Điểm thưởng thêm được trao cho người chơi hoàn thành hầu hết các vé đích với sáu thành phố lớn, Chicago, Dallas, Los Angeles, Miami, New York, và Seattle.

### Các trò chơi máy tính

#### Ticket to Ride: Online
Ticket to Ride và hầu hết các bản mở rộng có thể được chơi trực tuyến tại trang web Days of Wonder. Một tài khoản đăng ký có thể chơi thử 4 ván.

#### Ticket to Ride: The Computer Game
Days of Wonder cũng đã phát hành computer game cho Microsoft Windows, Apple OS X, và Linux  cho phép người chơi có thể chơi trò chơi bản chuẩn. Các phần mở rộng Ticket to Ride: Europe, Ticket to Ride: Switzerland and Ticket to Ride: USA 1910 được bán như những phần mua thêm.

#### Ticket to Ride: Xbox Live Arcade
Phiên bản Xbox Live Arcade được phát hành vào 25 tháng 6 năm 2008, hỗ trợ chơi tối đa 5 người trên Xbox Live hoặc 4 nguowì trên cùng một thiết bị, và có thể sử dụng Xbox Live Vision cam.

#### Ticket to Ride: iPad
Phiên bản iPad đã được phát hành vào ngày 18 tháng 5 năm 2011, hỗ trợ chơi với tối đa năm người sử dụng Game Center hoặc máy chủ riêng của Days of Wonder. Chế độ offline ban đầu chỉ hỗ trợ một người chơi duy nhất với tối đa bốn người chơi máy tính; Tuy nhiên tính năng pass and play được thêm vào sau đó.
Phiên bản này được phát hành với ba phần mở rộng thêm có sẵn để mua và tải về: Ticket to Ride: Europe; Ticket to Ride: Switzerland; and Ticket to Ride: USA 1910, mà bản thân nó bao gồm ba chế độ chơi riêng biệt.
Phiên bản iPad của Ticket to Ride được bình chọn 2011 Digital Game of the Year tại Danish Guldbrikken (The Golden Pawn) Awards, trong đó đề cập đến trò chơi này như "mẫu mực về cách thức một trò chơi trên bàn nhảy vào thế giới kỹ thuật số mà không có gì mất mát. Phiên bản iPad làm người chơi kinh ngạc với kết thúc tuyệt vời, dễ dàng mua và khả năng mở rộng chưa từng có, cũng như khả năng để chơi trên iPad hoặc qua Internet. "

#### Ticket to Ride Pocket(iPhone and iPod Touch)
Phiên bản  iPhone đã được phát hành vào ngày 16 tháng 11 năm 2011. Đâylà một phiên bản đơn giản của phiên bản iPad. Chơi trực tuyến đã được thêm vào như là một bản cập nhật ngày 2 tháng 2 năm 2012, và người chơi cũng có thể chơi một trò chơi nhiều người chơi qua mạng nội bộ thông qua WiFi hoặc Bluetooth. Các phiên bản iPhone hiện nay cung cấp các gói mở rộng như là các in-app.

## Các bản mở rộng
Các gói mở rộng xây dựng trên các trò chơi gốc. Một số đi kèm với bảng bản đồ mới và chỉ có thể chơi được nếu các game thủ có Ticket to Ride gốc or Ticket to Ride: Europe, trong khi các bản mở rộng khác như các add-ons làm tăng tính chiến thuật hoặc làm thay đổi cơ chế của bất kỳ trò chơi đầy đủ nào.

### Add-On Expansions

#### Mystery Train
Bản mở rộng Mystery Train cho bản gốc Ticket to Ride ược phát hành vào năm 2004 như là một giveaway miễn phí trong ấn bản tháng 12 của Game Trade Magazine và tại lễ hội trò chơi Spiel 2004 ở Essen, Đức. Các card mở rộng cũng có sẵn để tải về miễn phí từ trang official site, hoặc thường xuyên có thể được mua trên eBay. Mystery Train bao gồm tổng cộng mười hai thẻ:
- Bốn thẻ đích ngắn: Vancouver tới Portland, Boston đến Washington, Winnipeg đến Omaha, và Montreal đến Chicago.
- Năm thẻ nhân vật: Station Agent, Tycoon, Engineer (x2), và Thanh tra.
- Một thẻ trống cho người chơi để tạo ra thẻ nhân vật độc đáo của riêng mình.
- Hai thẻ quy tắc giải thích bản mở rộng.

Những địa điểm và nhân vật thẻ mới được xáo trộn vào tập thẻ đích đến sau khi người chơi đã rút thẻ đích ban đầu của họ. Trong khi các thẻ đích chỉ đơn giản có chức năng như đích đến bình thường, các nhân vật cụ thể có những quy định đặc biệt liên kết với chúng. Thẻ kỹ sư cho phép người chơi để tìm kiếm toàn bộ số thẻ đích đến và chọn một điểm đến mong muốn. Các thẻ nhân vật còn lại cung cấp tiền thưởng điểm khác nhau ở phần cuối của trò chơi, nếu các điều kiện nhất định được đáp ứng.

#### USA 1910
Bản mở rộng thứ hai cho các trò chơi ban đầu được phát hành vào năm 2006, Ticket to Ride: USA 1910, bao gồm các bản in lại định dạng lớn của tất cả các thẻ ban đầu, bao gồm 4 tuyến đường đã sửa đổi điểm. Ngoài ra, việc mở rộng thêm 35 vé đích đến mới (với biểu tượng 1910 ở góc trên bên phải), thẻ tiền thưởng mới trị giá 15 điểm Globetrotter cho người chơi có nhiều vé hoàn thành nhất, và 4 vé đích từ bản rất cũ Mystery Train. Released at the 2006 Essen game festival, Phát hành tại lễ hội trò chơi Essen 2006, nó cũng bao gồm ba cách mới để chơi Ticket to Ride trong đó bao gồm:
- 1910 - PChỉ chơi bằng cách sử dụng 35 vé điểm đến mới với biểu tượng 1910 ở góc cũng như sử dụng các thẻ thưởng Globetrotter thay vì tiền thưởng tuyến đường dài nhất.
- The Mega Game - sử dụng tất cả 69 vé đích và cả thẻ tiền thưởng.
- Big Cities - sử dụng vé 35 điểm đến kết nối với một trong bảy thành phố lớn (in màu đỏ), Chicago, Dallas, Houston, Los Angeles, Miami, New York, và Seattle.

#### Dice Expansion
The Ticket to Ride Dice Expansion, 
tương thích với bản đồ bất kỳ (mặc dù đường gồm 9 tàu ở các nước Bắc Âu không thể chiếm được với bản mở rộng), được phát hành vào năm 2008. Thay vì rút thẻ tàu xe, người chơi lăn xúc xắc và sử dụng chúng để chiếm các tuyến đường, lấy vé đích đến, hoặc thực hiện hành động khác. Xúc xắc được sử dụng thay vì rút thẻ khi người chơi xây dựng các đường hầm trong bản đồ.

#### Europa 1912
Ngày 09 Tháng 9 năm 2009, Days of Wonder tuyên bố rằng bản mở rộng Ticket to Ride Europa 1912 expansion được dự kiến sẽ được phát hành vào ngày 22 tháng 10 tại châu Âu và 28 tháng 10 tại Mỹ. Bản mở rộng bao gồm 101 thẻ bài điểm đến - 46 thẻ bài gốc, cộng với 55 thẻ mới cho phép 3 biến thể mới của bản đồ Ticket to Ride: Europe:
- Europe Expanded - Chơi với 19 vé đích đến thường xuyên mới (với logo năm 1912) cũng như 46 vé đích đến nguyên thủy.
- Mega Europe - Chơi với tất cả 55 vé điểm đến mới cũng như 46 vé đích đến ban đầu.
- Big Cities of Europe - Chơi với 45 vé điểm đến kết nối với 9 thành phố lớn của châu Âu (được đánh dấu màu xanh lá cây): Angora, Athina, Berlin, London, Madrid, Moskva, Paris, Roma, và Wien.

Europa 1912 cũng giới thiệu kho hàng Warehouses và kho Depots - hai yếu tố trò chơi mới mang đến một trình độ mới về chiến lược với bất kỳ phiên bản nào của Ticket to Ride. Trong trò chơi, thẻ tàu được bổ sung vào các kho khác nhau (một nhà kho cho mỗi người chơi). Người chơi xây dựng một tuyến đường đến một thành phố bao gồm một kho có thể thu thập các thẻ tàu cùng màu được lưu trữ trong kho hàng, làm cho chúng trở thành một phần quan trọng của chiến lược chơi.

#### Alvin & Dexter
Các bản mở rộng Alvin & Dexter có thể được sử dụng trên bất kỳ phiên bản nào của trò chơi. Alvin (người ngoài hành tinh) và Dexter (khủng long) được đặt ở các thành phố khác nhau ngay trước khi bắt đầu chơi game. Khi Alvin hoặc Dexter chiếm một thành phố, nó trở nên "hỗn loạn" và không có tuyến đường nào có thể được vào hoặc ra khỏi thành phố cho đến khi các quái vật này di chuyển. Bất kỳ người chơi nào cũng có thể di chuyển hoặc Alvin Dexter khi đến lượt của họ miễn là họ bỏ 1 hoặc 2 thẻ đầu máy và có thể di chuyển  quái vật đi xa tối đa 3 thành phố cho mỗi thẻ đầu máy bỏ đi. Người chơi thu thập thẻ Alvin hoặc Dexter khi họ di chuyển một trong những con quái vật, và điểm thưởng sẽ được trao cho người chơi nào di chuyển các con quái vật nhiều nhất trong suốt trận đấu. Điểm thưởng cho vé đích bị giảm một nửa cho những thành phố bị Alvin hoặc Dexter chiếm đóng ở cuối của trò chơi.

#### Halloween Freighter
Phát hành vào tháng 10 năm 2012, bản mở rộng Halloween Freighter là một tập hợp các đầu máy và toa theo phong cách Halloween mà có thể được sử dụng để thay thế một trong những bộ xe lửa từ bất kỳ trò chơi Ticket to Ride nào.

#### Character Score Markers
Phát hành vào năm 2013, đây là một tập hợp các đánh dấu ghi điểm với hình dạng đặc biệt có 8 màu sắc khác nhau, có thể được sử dụng với bất kỳ bản mở rộng nào.

### Board Expansions

#### Switzerland
Ticket to Ride: Switzerland, ban đầu được phát hành như là một phần của trò chơi máy tính, đã được phát hành như là một bản mở rộng của trò chơi trên bàn trong năm 2007. Trò chơi này có một số thay đổi. Việc đầu tiên là nó chỉ sử dụng 40 tàu đánh dấu (thay vì thông thường 45). Thứ hai là thẻ 'Locomotive' chỉ có thể được sử dụng cho đường hầm (thay vì như các thẻ màu bất kỳ). Cuối cùng, một số tuyến đường kết thúc tại đường biên giới quốc gia thay vì các thành phố. Phiên bản này không còn xuất bản và hiện không có bán, nhưng đã được tái phát hành như là một phần của bộ sưu tập bản đồ số 2 mô tả dưới đây.

#### Map Collection 1: Team Asia and Legendary Asia
Phát hành vào năm 2011, bộ sưu tập bản đồ 1 đặc trưng hai bản đồ châu Á khác nhau; Huyền thoại châu Á, được François Valentyne thiết kế kết hợp với Alan R. Moon.
Bản đồ Huyền thoại châu Á có các tuyến đường phà, tương tự như các phiên bản châu Âu, nhưng cũng thêm các yếu tố đường núi mới. Để đánh dấu các đường núi (đánh dấu X trên bàn) người chơi phải loại bỏ một vé tàu bổ sung cho các khu vực qua núi và được cho thêm 2 điểm. Phần thưởng trong phiên bản này là 10 điểm cho người chơi kết nối nhiều thành phố với nhau nhất thông qua các tuyến đường và các chi nhánh kết nối.
Bản đồ Đồng đội châu Á là thiết kế cho 4 hoặc 6 người chơi chia thành 2 hoặc 3 đội, mỗi đội hai người. Với sự bổ sung của 9 thẻ tàu cho mỗi màu, mỗi đội có 54 thẻ tàu chia đều giữa hai thành viên, mỗi người 27. Đồng đội ngồi cạnh nhau và chơi theo tuần tự. Mỗi người chơi có thẻ xe lửa riêng của mình và vé đích riêng, nhưng mỗi đội cũng có một bộ các thẻ tàu và vé đích đến đến dùng chung đặt ở một nơi mà cả hai thành viên có thể nhìn thấy chúng. Đồng đội không được phép thảo luận về cách chơi hoặc chiến lược chơi, nhưng phải cố gắng để hoàn thành vé đích đến cá nhân của họ cũng như các vé đích dùng chung. Thẻ xe lửa có thể được sử dụng từ cả bộ bài của bạn và bộ bài dùng chung, nhưng không được rút từ bộ bài của người đồng đội của mình để lấy tuyến đường. Đồng đội tính điểm chung với nhau nhưng phải chơi chỉ với 27 thẻ tàu riêng của họ, họ không thể chơi thẻ tàu của đồng đội của họ. Người chơi cũng có một lựa chọn khác khi đến lượt mình. Họ có thể sử dụng toàn bộ lượt của mình để chuyển 2 vé đích đến từ tay cá nhân của họ tới bộ bài dùng chung của cả đội. Các đường hầm trong phiên bản này được đánh dấu bằng các số 4, 5, hoặc 6. Người chơi nào muốn yêu cầu một đường hầm, phải rút thẻ tàu thêm bằng số ghi trên các tuyến đường, thay vì chỉ 3 như ở phiên bản châu Âu.

#### Map Collection 2: India and Switzerland
Phát hành vào năm 2011, Map Collection 2: India and Switzerland vẽ Ấn Độ theo một bản đồ được Ian Vincent thiết kế. Khi đảo ngược bản đồ lại là một bản đồ của bản mở rộng Thụy Sĩ. 
Bản đồ Ấn Độ dành cho 2 đến 4 người và bao gồm các tuyến phà. Tiền thưởng Grand Tour kiếm được bằng cách kết nối hai thành phố trên một trong những thẻ đích của bạn bằng hai tuyến đường hoàn toàn khác biệt. Người chơi có thể kiếm được thêm 5 điểm theo cách này cho hai vé đầu tiên, và 10 điểm cho mỗi vé thứ ba, thứ tư và thứ năm cho tối đa là 40 điểm thưởng. Bản đồ Thụy Sĩ chơi chính xác như mô tả ở trên.

#### Map Collection 3: Heart of Africa
Phát hành vào tháng 12 năm 2012, bộ sưu tập bản đồ 3 chứa một bản đồ của Trung và miền Nam châu Phi. 
Cùng với thẻ vé đích, sự mở rộng này cũng bao gồm các thẻ địa hình mà có thể tăng gấp đôi điểm thu được cho một tuyến đường trong điều kiện nhất định. Các thẻ địa hình phù hợp với màu sắc tương ứng với tuyến đường; màu vàng, cam, và màu đỏ cho các tuyến đường Savanna / sa mạc; màu xanh lá cây, xanh dương và tím cho các tuyến đường / Forest hay Jungle; và màu đen, trắng, và màu xám cho các tuyến đường núi.

#### Map Collection 4: Nederland
Phát hành vào năm 2013, bộ sưu tập bản đồ 4 chứa một bản đồ của Hà Lan. Bản mở rộng này bao gồm các thẻ Cầu sử dụng ngoài các thẻ tàu xe để trả số đánh dấu trên từng tuyến đường khi lấy các tuyến trên. Tiền thưởng được đưa ra vào cuối của trò chơi cho các người chơi với các thẻ phí qua cầu còn lại nhiều nhất trong kho của họ.

#### Các bản mở rộng không chính thức
Người hâm mộ đã tạo ra bàn chơi riêng của họ và vé đích đến cho trò chơi này, có thể được in ra để sử dụng cá nhân, và chơi với các toa xe ban đầu và thẻ tàu. Liên kết các bản mở rộng không chính thức có thể được tìm thấy trong phần liên kết ngoài.

## Đón nhận
Mike Fitzgerald gọi Ticket to Ride "một trò chơi mà tôi không bao giờ chán, kể cả nhiều bản mở rộng mà Days of Wonder đã phát hành. Các nguyên tắc thiết kế nó sử dụng được tính đơn giản và đã được thực hiện trước đó, nhưng chúng chưa bao giờ được kết hợp lại với nhau trong một trò chơi hấp dẫn như trong Ticket to Ride."

## Giải thưởng và đề cử
- 2004 Spiel des Jahres
- 2004 Origins Awards Best Board Game Winner
- 2004 Japan Boardgame Prize Best Advanced Game Winner
- 2004 Jeux sur un plateau gold award
- 2004 Bruno Faidutti – Game of the Year]]
- 2004 Parents' Choice Foundation - Silver Honor
- 2004 Games Magazine - Game 100
- 2004 Best Family Game - Boardgamerating.com
- 2004 Meeples' Choice Award
- 2004 Schweizer Spielepreis, 2d for Family Games
- 2004 Deutscher Spiele Preis, 6th
- 2004 Tric Trac nominee (France)
- 2004 Nederlandse Spellenprijs Nominee
- 2004 International Gamers Awards – General Strategy; Multi-player Nominee
- 2005 Diana Jones Award for Excellence in Gaming - Winner
- 2005 As d'Or jeu de l'année - Cannes
- 2005 Årets Spel Best Family Game Winner
- 2005 Juego del Año Winner
- 2005 Vuoden Peli Family Game of the Year Winner
- 2006 Hra roku Winner
- 2006 Japan Boardgame Prize Best Japanese Game Winner
- 2008 Ludoteca Ideale Official Selection
- 2010 Hungarian Board Game Award Nominee

Ticket to ride Europe
- 2005 International Gamers Awards – General Strategy; Multi-player
- 2005 Japan Boardgame Prize Best Advanced Game Nominee
- 2005 Italy game of the Year
- 2005 Nominated Game Academia selection (Austria)
- 2006 Årets Spill Best Family Game Winner
- 2013 Hungarian Board Game Award Special Prize Winner

Ticket to Ride: The Card Game
- 2008 Fairplay À la carte Winner
- 2008 Golden Geek Best Card Game Nominee
- 2009 Boardgames Australia Awards Best International Game Nominee
- 2009 Golden Geek Best Card Game Nominee
- 2009 JoTa Best Card Game Nominee

Ticket to ride iOs
- 2012 Pocket Gamer Awards Best Strategy/Simulation Game
- 2012 Pocket Gamer Award Reader's choice
- 2011 Gamzebo.com - Best Board and Card Games